# 财务总监
财务长（英語：Chief Financial Officer，缩写为），通稱首席財務官、財務總監或最高財務官，“公司三長”之一（另二個為董事長、執行長），是許多企業的職銜，尤其美式企業中，為一間企業集團或財閥中负责財務的最高執行人员。
由於財務長本身的工作性質容易成為司法單位的調查對象，因此部份大企業的財務長法律知識非常充足，甚至在法律長出缺的情況下，會由財務長兼任。而財務長處理財務必定對軟體方面有一定程度的涉略，也因此部份企業出缺的時候，也是由財務長出任。並且因為上述的緣故，財務長才被稱作為“公司三長”之一。

## 另見
- 董事長
- （CEO）
- （CIO）
- （COO）
- （CTO）